# Henryk Pietrek
Henryk Pietrek (ur. 15 kwietnia 1942) – polski piłkarz grający na pozycji bramkarza.
Był długoletnim piłkarzem Ruchu. W barwach tego klubu w 1968 został mistrzem Polski. W reprezentacji Polski wystąpił tylko raz, w rozegranym 4 września 1963 spotkaniu z Norwegią, które Polska wygrała 9:0.